# Utschamiellidae
Utschamiellidae zijn een uitgestorven familie van tweekleppigen uit de orde Trigonioida.